# Gavialis gangeticus
El gavial (Gavialis gangeticus), también conocido como cocodrilo del Ganges, es una especie de cocodrilo saurópsido (reptil) de la familia Gavialidae que habita en las zonas pantanosas del norte de la India y es la única especie viva del género Gavialis. Se caracteriza por un hocico muy delgado y especializado para una dieta a base de peces, ya que no sirve para cazar grandes mamíferos; podría llegar a partirse si se ejerce demasiada presión.
Además de su hocico llama la atención una especie de nudo o protuberancia en la punta de este, en la zona de las fosas nasales. Aparte de eso y sus curiosos ojos saltones, el cuerpo es el de un cocodrilo, aunque las patas son más pequeñas de lo normal. Puede llegar a medir seis metros de longitud.
Pasa mucho más tiempo en el agua que la mayoría de sus parientes.
Este animal está en peligro crítico de extinción, se calcula que hay poco menos de 200 en el mundo; está muriendo debido a la pesca excesiva de peces pequeños que practican los habitantes del lugar. Como este animal únicamente se alimenta de estos peces, se está extinguiendo paulatinamente debido a la escasez de alimento.

## Falso gavial
Durante un tiempo se pensó que el falso gavial (Tomistoma schlegelii) se parecía al gavial solo por evolución convergente, es decir, que no estaban emparentados. Pero recientes estudios bioquímicos demuestran lo contrario y lo incluyen en la misma familia. Aun así, algunos científicos lo colocan en la familia Crocodylidae.
Habita en la península malaya, Tailandia, Malasia y las islas de Sumatra.
Se caracteriza por sus manchas oscuras y su hocico estrecho (no tanto como el del gavial). Puede llegar a medir más de 4 metros. Se halla en pantanos de agua dulce y en ríos.

## Características

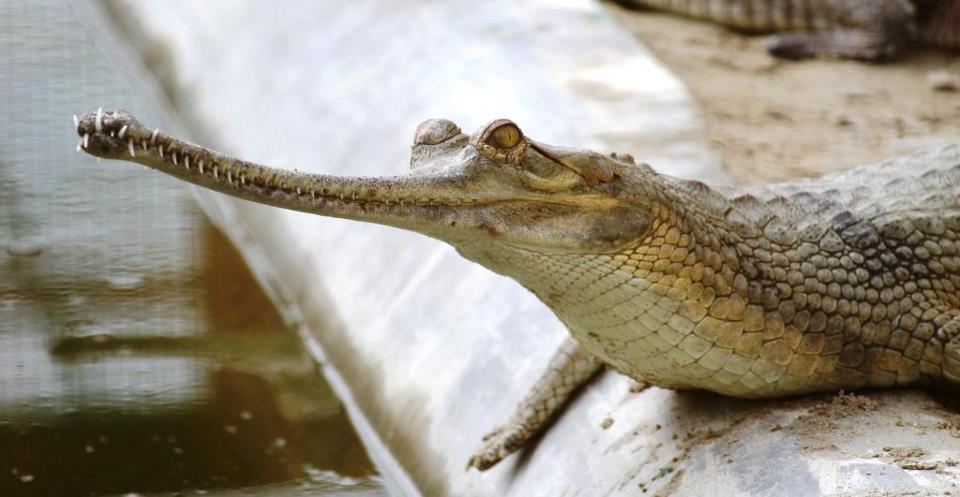
Detalle del hocico de una cría.

Como en todos los cocodrilos grandes, las crías de gavial son bastante pequeñas, midiendo unos 37 cm de largo. A los 18 meses pueden alcanzar el metro de longitud. El peso corporal promedio de la especie va de 159 a 250 kg. Normalmente, los machos alcanzan de 3 a 5 metros, mientras que las hembras son más pequeñas y alcanzan una longitud corporal de 2,7 a 3,75 m.
Los tres ejemplares registrados más grandes fueron un gavial de 6,5 m cazado en el río Gogra de Faizabad en agosto de 1920; un individuo de 6,3 m disparado en el río Cheko de Jalpaiguri en 1934; y uno gigante de 7 m, que fue disparado en el río Kosi al norte de Bihar en enero de 1924. Estos especímenes tan grandes pueden alcanzar los 977 kg. Aunque los especímenes de más de 6 m no eran infrecuentes en el pasado, no se conocen individuos tan grandes en la actualidad. Solo los cocodrilos marinos superan en tamaño a los gaviales.
Los gaviales tienen una cola aplanada lateralmente bien desarrollada y patas traseras palmetadas para proporcionar una espectacular maniobrabilidad en aguas profundas. Sin embargo, en tierra el gavial adulto tan solo puede impulsarse y deslizarse sobre su vientre. Además de sus habilidades natatorias, el cuerpo del gavial es relativamente cilíndrico, comparado con el cocodrilo marino o del Nilo que es más ancho y está especializado en capturar varias presas desde las orillas de las vías fluviales. 
El estrecho y largo hocico se vuelve proporcionalmente más corto y ancho conforme el animal envejece. Los machos se diferencian por el bulbo cartilaginoso del extremo del hocico. Este crecimiento está presente en individuos maduros y recibe el nombre ghara por la palabra hindi que significa "olla". Los machos usan esta estructura para modificar y amplificar los silbidos que producen por las fosas nasales. El sonido resultante puede ser oído a casi un kilómetro durante un día tranquilo. Se cree que ghara tiene un papel importante en la reproducción de los gaviales al servir a las hembras para identificar a machos maduros y como instrumento de cortejo.